# 제1육군단 (독일 제국)
제1육군단(독일어: I. Armee-Korps; I AK 아인 아르미코릅스[*])은 19세기에서 제1차 세계 대전까지 존재한 프로이센 왕국 및 독일 제국 육군의 군단급 사령부이다.
본래 동프로이센 지역 전체가 제1육군단의 위수지역이었으나 1912년 10월 1일 동프로이센 남부 지방은 새로 만들어진 제20육군단 소관으로 분리되었다.
평화시에는 제8육군사찰단에 딸려 있었으며, 제1차 세계 대전 발발 당시 제8사찰단은 제1군사령부로 전환되었다. 제1육군단은 대전 종료 시점까지 존속했으며, 독일 제국이 패망하면서 독일 육군 전체가 해산되면서 함께 해산되었다.

## 역대 군단장
제1육군단의 역대 군단장은 다음과 같다.
| 취임일자         | 계급     | 성명                                   |
| ---------------- | -------- | -------------------------------------- |
| 1814년 3월 18일  | 보병대장 | 프리드리히 빌헬름 폰 뷜로프 남작       |
| 1816년 3월 5일   | 기병대장 | 루트비히 폰 보르슈텔                   |
| 1825년 6월 18일  | 중장     | 카를 아우구스트 폰 크라프트            |
| 1832년 3월 30일  | 중장     | 올트비히 폰 나츠머                     |
| 1839년 11월 29일 | 기병대장 | 프리드리히 폰 브랑겔 백작              |
| 1842년 4월 7일   | 기병대장 | 카를 프리드리히 에밀 추 도흐나슐로비텐 |
| 1854년 3월 28일  | 보병대장 | 프란츠 카를 폰 베르더                  |
| 1863년 1월 29일  | 보병대장 | 아돌프 폰 보닌                         |
| 1866년 10월 30일 | 보병대장 | 에두아르트 포겔 폰 팔켄슈타인          |
| 1868년 8월 4일   | 기병대장 | 에드윈 폰 만토우펠 남작                |
| 1873년 7월 15일  | 보병대장 | 알베르트 폰 바르네코프 남작            |
| 1883년 6월 5일   | 중장     | 발터 폰 고트베르크                     |
| 1885년 6월 1일   | 중장     | 크리스티안 에발트 폰 클라이스트        |
| 1889년 6월 15일  | 보병대장 | 파울 브론자르트 폰 셸렌도르프          |
| 1891년 6월 29일  | 보병대장 | 한스 빌헬름 폰 베르더                  |
| 1895년 1월 10일  | 보병대장 | 카를 핀크 폰 핀켄슈타인 백작           |
| 1902년 1월 27일  | 보병대장 | 콜마르 폰 데어 골츠 남작               |
| 1907년 9월 11일  | 보병대장 | 알렉산데르 폰 클루크                   |
| 1913년 10월 1일  | 중장     | 헤르만 폰 프랑수아                     |
| 1914년 10월 8일  | 중장     | 로베르트 코슈                          |
| 1915년 6월 11일  | 보병대장 | 요하네스 폰 에벤                       |
| 1917년 6월 5일   | 보병대장 | 아르놀트 폰 빈클러                     |
| 1918년 2월 25일  | 중장     | 빌헬름 그뢰너                          |
| 1918년 3월 28일  | 중장     | 테오도어 멩겔비어                      |
| 1918년 12월 14일 | 보병대장 | 요하네스 폰 에벤                       |
| 1919년 2월 25일  | 중장     | 루트비히 폰 에슈토르프                 |

## 전투서열

### 평화시
| 군단급    | 사단급                                  | 여단급                                   | 예하부대                                                   | 주둔지                   |
| --------- | --------------------------------------- | ---------------------------------------- | ---------------------------------------------------------- | ------------------------ |
| 제1육군단 | 제1사단                                 | 제1보병여단                              | 제1(제1동프로이센)척탄병연대 "황태자"                      | 쾨니히스베르크           |
| 제1육군단 | 제1사단                                 | 제1보병여단                              | 제41(제5동프로이센)보병연대 "폰 보이엔"                    | 틸시트                   |
| 제1육군단 | 제1사단                                 | 제2보병여단                              | 제3(제2동프로이센)척탄병연대 "프리드리히 빌헬름 1세 국왕"  | 쾨니히스베르크           |
| 제1육군단 | 제1사단                                 | 제2보병여단                              | 제43(제6동프로이센)보병연대 "카를 폰 메클렌부르크 공작"    | 쾨니히스베르크           |
| 제1육군단 | 제1사단                                 | 제1야포여단                              | 제16(제1동프로이센)야포연대                                | 쾨니히스베르크           |
| 제1육군단 | 제1사단                                 | 제1야포여단                              | 제52(제2동프로이센)야포연대                                | 쾨니히스베르크           |
| 제1육군단 | 제1사단                                 | 제1기병여단                              | 제3(동프로이센)흉갑기병연대 "브랑겔 백작"                  | 쾨니히스베르크           |
| 제1육군단 | 제1사단                                 | 제1기병여단                              | 제1(리투아니아)용기병연대 "알브레히트 폰 프로이센 대공"    | 틸시트                   |
| 제1육군단 | 제2사단                                 | 제3보병여단                              | 제4(제3동프로이센)척탄병연대 "프리드리히 데어 그로스 국왕" | 라슈텐부르크             |
| 제1육군단 | 제2사단                                 | 제3보병여단                              | 제44(제7동프로이센)보병연대 "된호프 백작"                  | 골다프                   |
| 제1육군단 | 제2사단                                 | 제4보병여단                              | 제33(동프로이센)수발총병연대 "룬 백작"                     | 굼비넨                   |
| 제1육군단 | 제2사단                                 | 제4보병여단                              | 제45(제8동프로이센)보병연대                                | 인슈터부르크, 다르케흐멘 |
| 제1육군단 | 제2사단                                 | 제2야포여단                              | 제1(제1리투아니아)야포연대 "아우구스트 폰 프로이센 대공"   | 굼비넨, 인슈터부르크     |
| 제1육군단 | 제2사단                                 | 제2야포여단                              | 제37(제2리투아니아)야포연대                                | 인슈터부르크             |
| 제1육군단 | 제2사단                                 | 제2기병여단                              | 제12(리투아니아)창기병연대                                 | 인슈터부르크             |
| 제1육군단 | 제2사단                                 | 제2기병여단                              | 제9기마엽병연대                                            | 인슈터부르크             |
| 제1육군단 | 제2사단                                 | 제43기병여단                             | 제8(동프로이센)창기병연대 "추 도흐나 백작"                 | 굼비넨, 슈탈루푀넨       |
| 제1육군단 | 제2사단                                 | 제43기병여단                             | 제10기마엽병연대                                           | 앙거부르크, 골다프       |
| 제1육군단 | 군단 직속부대                           | 군단 직속부대                            | 제5기관총분견대                                            | 인슈터부르크             |
| 제1육군단 | 제1요새기관총분견대                     | 쾨니히스베르크                           |                                                            |                          |
| 제1육군단 | 제1(동프로이센)보병포연대 "폰 링거"     | 쾨니히스베르크, 뢰트첸                   |                                                            |                          |
| 제1육군단 | 제1(동프로이센)공병대대 "라트치빌 대공" | 쾨니히스베르크                           |                                                            |                          |
| 제1육군단 | 제18(자믈란트)공병대대                  | 쾨니히스베르크                           |                                                            |                          |
| 제1육군단 | 제5요새전화중대                         | 쾨니히스베르크                           |                                                            |                          |
| 제1육군단 | 제5비행선대대                           | 그라우덴츠, 쾨니히스베르크, 슈나이데뮈흘 |                                                            |                          |
| 제1육군단 | 제1(동프로이센)훈련대대                 | 쾨니히스베르크                           |                                                            |                          |

### 1차대전 동원시
| 군단급    | 사단급                 | 여단급               | 예하부대              |
| --------- | ---------------------- | -------------------- | --------------------- |
| 제1육군단 | 제1사단                | 제1보병여단          | 제1척탄병연대         |
| 제1육군단 | 제1사단                | 제1보병여단          | 제41보병연대          |
| 제1육군단 | 제1사단                | 제2보병여단          | 제3척탄병연대         |
| 제1육군단 | 제1사단                | 제2보병여단          | 제43보병연대          |
| 제1육군단 | 제1사단                | 제1야포여단          | 제16야포연대          |
| 제1육군단 | 제1사단                | 제1야포여단          | 제52야포연대          |
| 제1육군단 | 제1사단                | 제8창기병연대        |                       |
| 제1육군단 | 제1사단                | 제1공병대대 제1중대  |                       |
| 제1육군단 | 제1사단                | 제1사단 부잔교훈련대 |                       |
| 제1육군단 | 제1사단                | 제1의무중대          |                       |
| 제1육군단 | 제1사단                | 제3의무중대          |                       |
| 제1육군단 | 제2사단                | 제3보병여단          | 제4척탄병연대         |
| 제1육군단 | 제2사단                | 제3보병여단          | 제44보병연대          |
| 제1육군단 | 제2사단                | 제4보병여단          | 제33수발총병연대      |
| 제1육군단 | 제2사단                | 제4보병여단          | 제45보병연대          |
| 제1육군단 | 제2사단                | 제2야포여단          | 제1야포연대           |
| 제1육군단 | 제2사단                | 제2야포여단          | 제37야포연대          |
| 제1육군단 | 제2사단                | 제10기마엽병연대     |                       |
| 제1육군단 | 제2사단                | 제1공병대대 제2중대  |                       |
| 제1육군단 | 제2사단                | 제1공병대대 제3중대  |                       |
| 제1육군단 | 제2사단                | 제2사단 부잔교훈련대 |                       |
| 제1육군단 | 제2사단                | 제2의무중대          |                       |
| 제1육군단 | 군단 직속부대          | 군단 직속부대        | 제1보병포연대 제1대대 |
| 제1육군단 | 제14항공분견대         |                      |                       |
| 제1육군단 | 제1육군단 부잔교훈련대 |                      |                       |
| 제1육군단 | 제1전화분견대          |                      |                       |
| 제1육군단 | 제1공병탐조등과        |                      |                       |
| 제1육군단 | 군수훈련종대           |                      |                       |

## 참고 자료
- Cron, Hermann (2002). Imperial German Army 1914-18: Organisation, Structure, Orders-of-Battle [first published: 1937]. Helion & Co. ISBN 1-874622-70-1.
- The German Forces in the Field; 7th Revision, 11th November 1918; Compiled by the General Staff, War Office. Imperial War Museum, London and The Battery Press, Inc (1995). 1918. ISBN 1-870423-95-X.